# إريك هاريس
إريك هاريس (بالإنجليزية: Erick Harris)‏ هو لاعب كرة قدم أمريكية أمريكي، ولد في 17 ديسمبر 1982.

## وصلات خارجية
- إريك هاريس على موقع JustSportsStats.com (الإنجليزية)